# 観松院
観松院（かんしょういん）は長野県北安曇郡松川村にある寺院。山号は金福山。　　

## 歴史
伝承では万治年間に信濃国安曇郡松川組の組手代・久保田佐次兵衛の屋敷神として祀られた仏堂が起源で、昭和31年（1956年）に寺格を取得した。現在は本堂と慈代堂を85軒の檀家が管理している。本尊が重文指定された際に別棟として収納庫を作り本尊を安置した。

## 文化財

### 銅造菩薩半跏像
本尊の弥勒菩薩像。重要文化財指定名称は「銅造菩薩半跏像」となっている。飛鳥時代（6 - 7世紀）に製作された長野県で最古の仏像で、昭和53年に松川村の文化財に指定され、昭和57年（1982年）に国の重要文化財に指定されている。松川村に祀られるようになった経緯も年代もはっきりしていない。
像高（座高）16.4センチメートル、総高（台座含む）30.2センチメートル。榻座（とうざ）と呼ばれる円筒形の台座に腰掛ける形の半跏像（左脚を踏み下げ、右足首を左腿に乗せる）である。頭上の宝冠の上部には三日月形の上の宝珠を表し、その下には房状の飾りがある。かつて火災に遭ったため、像表面は焼け肌になっており、鍍金は一部に痕跡を残すのみで、台座背面にはゆがみや亀裂がみられる。右前膊の半ばから先は木製の後補である。像は台座を含めた全体を一鋳とする。鋳造には中型（なかご）を用いており、銅の厚みは均一になっている。胴を細く絞り、腕を細く表すプロポーション、眉と髭を線刻で表す点、右膝に掛かる衣がS字状に大きく反転する点も特色である。以上のような技法的・造形的特色には朝鮮半島の影響が強くみられ、制作は6ないし7世紀とみられるが、飛鳥時代の日本製とみるか、朝鮮半島からの渡来仏とみるかについては意見が分かれる。

### 仏涅槃図
仏涅槃図は昭和63年（1988年）に村指定の文化財に指定された。沙羅双樹の下で釈迦が横になる姿が描かれており、周りに多くの弟子が釈迦涅槃を囲み、手前には多くの動物が配されている。軸に「寛延四年辛未三月吉祥日京都六角通室町東江入骨屋町 表具師 伊勢屋庄右衛門」と銘がある。縦175センチメートル×横125センチメートルのサイズで、松川村川西に室町時代から明治時代初期まで存在した「大和山観松勝院」が廃寺となった後、廃仏毀釈により観松院に移された可能性がある。

### 観松院宮殿
平成11年（1999年）、村の文化財に指定された。元文2年（1737年）造立。銅造菩薩半跏像が収まる。入母屋造、禅宗様式、総ケヤキ材。幅、奥行きとも83センチメートル、高さ150センチメートル。須弥壇は92センチメートル四方、高さ20センチメートル。制作者不明。

## 所在地
- 長野県北安曇郡松川村1324-ロ番地

## 交通アクセス
- JR大糸線信濃松川駅 徒歩15分
- 長野自動車道安曇野IC 車40分